# Годунов, Константин Дмитриевич
Константин Дмитриевич Годунов (1892 — 1965) — советский воздухоплаватель, конструктор аэростатов, участник полёта на стратостате «СССР-1».

## Биография
Родился 2 июня (14 июня по новому стилю) 1892 года.
В 1911—1914 годах учился в Петербургском политехническом институте. Будучи студентом, окончил Теоретические авиационные курсы при своём институте.
Участник Первой мировой войны. С 1918 года служил в воздухоплавательных частях Красной Армии.
Окончил Академию Воздушного Флота имени профессора Н. Е. Жуковского (1925). Работал в Высшей военной воздухоплавательной школе Военно-воздушных сил (в Ленинграде), Военно-воздушной инженерной академии имени профессора Н. Е. Жуковского и научно-исследовательском институте военно-воздушных сил.
В 1932—1933 годах возглавлял ОКБ НИИРП'а по постройке стратостата «СССР-1» (конструктор оболочки стратостата). 30 сентября 1933 года совершил рекордный полёт на этом стратостате совместно с Г. А. Прокофьевым и Э. К. Бирнбаумом (достигнута высота 19 км). На момент полета работал начальником конструкторского бюро Научно-исследовательского института резиновой промышленности (НИИРП). Данный мировой рекорд не был превзойден в течение 25-ти лет.
Разработал ряд привязных и свободных аэростатов и летал на них. Аэростаты заграждения конструкции Годунова применялись в противовоздушной обороне во время Великой Отечественной войны.
Умер 25 мая 1965 года. Похоронен на Донском кладбище в Москве.
Сын — Сергей Константинович Годунов (1929-2023), академик РАН.
Дочь — Елена Константиновна Годунова (1932-2020), доцент кафедры математической физики Института физики, технологий и информационных систем МПГУ (бывш. МГПИ им. Ленина), автор программ, учебно-методических разработок и пособий по математическому анализу, теории графов.

## Награды
- Награждён орденами Ленина и Трудового Красного Знамени, а также медалями.